# Panorama XXL
Panorama XXL is een panoramagebouw in de Franse stad Rouen voor het tonen van de gigantische panoramische werken van kunstenaar Yadegar Asisi. Het ligt aan een kade aan de oevers van de Seine, aan het einde van de Avenue Pasteur tussen de brug Guillaume-le-Conquérant en de brug Gustave-Flaubert. Het concept voor het panorama, dat sinds 2014 geopend is, is overgenomen van de Panometer in Leipzig. Bezoekers kunnen het getoonde panorama vanaf drie observatieplatforms in een toren in het midden van het panoramagebouw bekijken. Het ronde, blauwe gebouw is een 35 meter hoge staalconstructie en heeft een diameter van 34 meter. Het is het enige panoramagebouw van deze omvang in Frankrijk.
Met zijn monumentale panoramaschilderijen sluit Yadegar Asisi zich aan bij de grote panorama's van de 19e eeuw en brengt daar opnieuw leven in. Op basis van digitale foto's, tekeningen en schilderijen maakt hij met behulp van digitale beeldbewerking een beeldbestand van een werk. Daarna worden textielbanen van 3 meter bij 32 meter met delen van de enorme afbeelding bedrukt die vervolgens worden opgehangen en samengevoegd tot een cirkelvormig beeld. Tot slot wordt het complete doek beschildert.
In het panoramagebouw is een licht- en geluidsysteem geïnstalleerd waarmee cyclisch dag en nacht worden nagebootst en natuurlijke geluiden worden geproduceerd. Een bezoek wordt bovendien door muziek begeleid, die individueel voor de verschillende panorama's is gecomponeerd door de Belgische componist Eric Babak.

## Tentoonstellingen
Sinds december 2014 werden of worden in het Panorama XXL de volgende werken van Yadegar Asisi afwisselend tentoongesteld:
- Rome 312 (van 20 december 2014 tot 20 september 2015)
- Amazonia (van 26 september 2015 tot 20 mei 2016)
- Rouen 1431 (van 28 mei 2016 tot 10 september 2017)
- Groot Barrièrerif (van 16 september 2017 tot 27 mei 2018)
- Rouen 1431 (van 1 juni 2018 tot 30 september 2018)
- Rome 312 (van 5 oktober 2018 tot 27 januari 2019)
- Amazonia (van 2 februari 2019 tot 26 mei 2019)
- Titanic (van 1 juni 2019 tot juni 2020)
- La cathédrale de Monet (vanaf 4 juli 2020)

Het panoramagebouw zal waarschijnlijk in 2021 worden afgebroken.

## Rouen 1431
Het belangrijkste werk van Yadegar Asisi voor de stad Rouen is het werk Rouen 1431. Het toont de stad Rouen in het jaar 1431 ten tijde van Jeanne d'Arc vanaf de top van de 75 m hoge Tour de Beurre (Botertoren), een toren aan de zuidkant van de westelijke façade van de Kathedraal van Rouen. Dit werk werd voor het eerst in 2016 in het Panorama XXL tentoongesteld.
Het panorama toont het woelige leven van de stad met zijn kerken, vakwerkhuizen, binnenplaatsen en de brug over de Seine. Uit het leven van Jeanne d'Arc in Rouen zijn tegelijkertijd vijf scènes in het stadsgezicht opgenomen:
- Haar aankomst in Rouen op de heuvel achter de toren Tour Romain
- Haar afzwering op het kerkhof van Saint-Ouen
- Jeanne d'Arc op weg naar de brandstapel
- Jeanne d'Arc op de brandstapel op de Oude Markt (Place du Vieux Marché)
- Het werpen van haar as vanaf de Pont Mathilde in de Seine

Ook het achterland en het Normandische platteland met boerderijen is te zien.
Het is moeilijk, de stad Rouen ten tijde van Jeanne d'Arc tijdens de Engelse bezetting (1419-1449) te reconstrueren, omdat er uit die periode geen tekeningen of nauwkeurige beschrijvingen van de stad bestaan. Bovendien hebben de belangrijkste gebouwen bijna allemaal veranderingen ondergaan aan het eind van de vijftiende eeuw. Om er toch een voorstelling van te krijgen heeft de kunstenaar veel onderzoek gedaan bij toonaangevende historici en archeologen in Rouen. Er werden ook foto's gemaakt met leden van historische verenigingen in klederdracht uit de middeleeuwen die in het werk zijn gebruikt. Toch is er kritiek op het werk en er bestaat een lijst met een opsomming van vermeende fouten.